# 珏堡

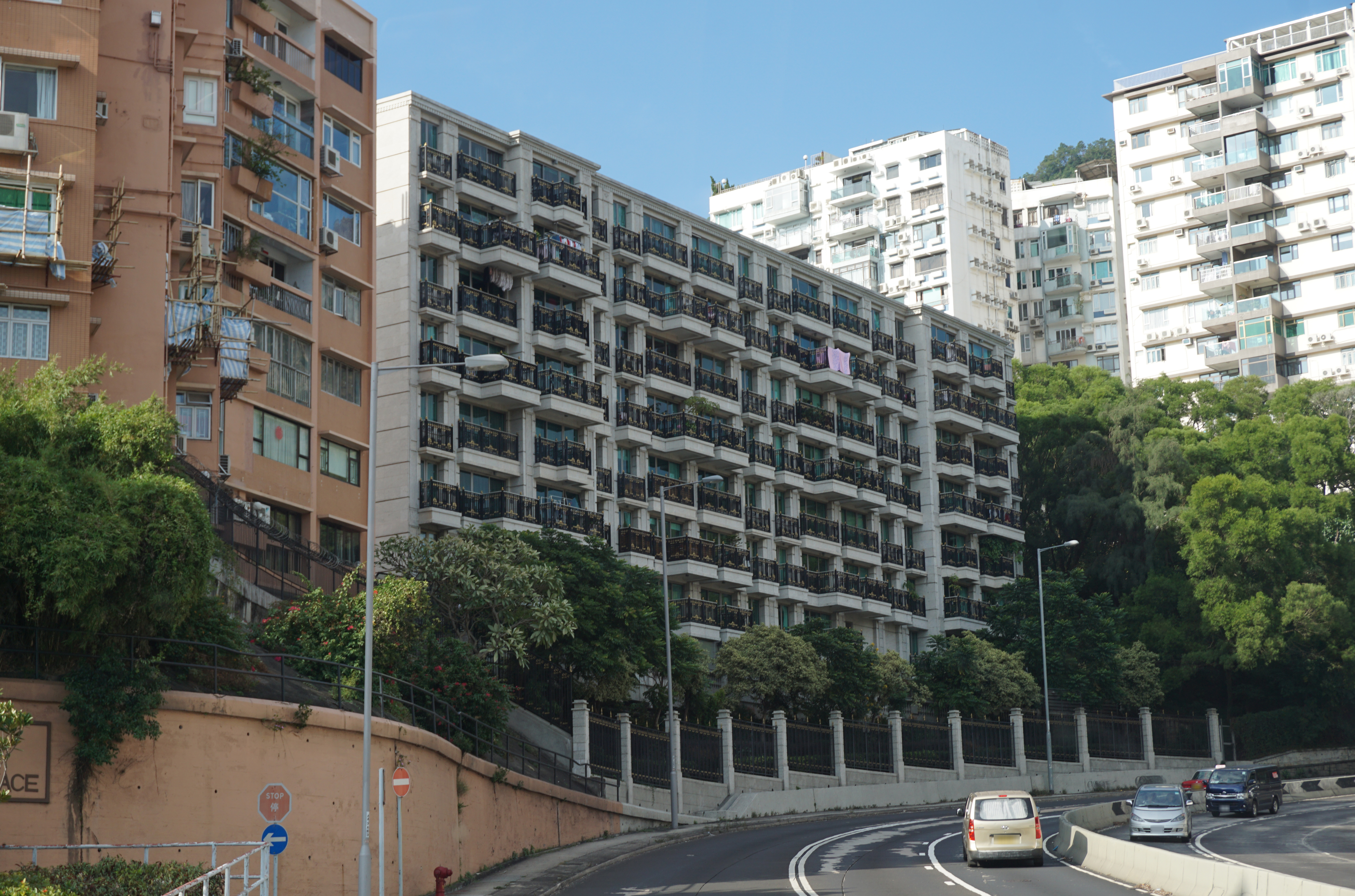
珏堡東面

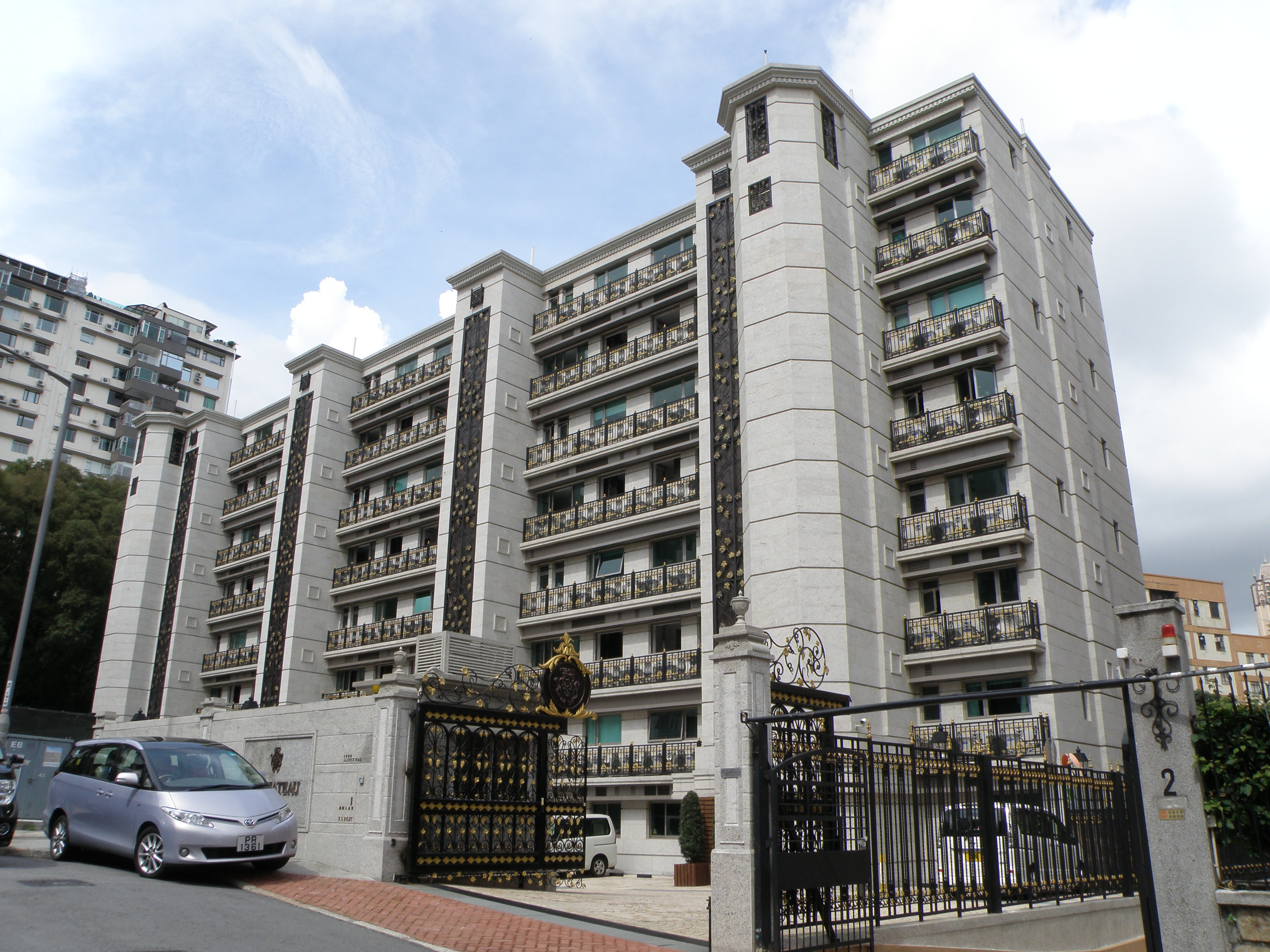
珏堡西面及入口

珏堡（法語：Le Chateau），位於香港九龍塘安域道8號，背靠窩打老道，近獅子山隧道口，是長江實業發展的豪華住宅項目。物業前身為福景苑。物業樓高8層，1梯4伙設計，提供31個面積約1,673至2,052平方呎的上下兩層複式單位，於2013年5月入伙。

## 歷史
長實在2005年以強制拍賣方式收購九龍塘安域道4至22號的福景苑，並重建作新樓盤，雖然根據分區計劃大綱圖，該地段可興建13層高住宅，但地契卻列明樓高不得超過9層，因此長實向屋宇署提交圖則時，只興建8層高的住宅，樓面面積約4.81萬平方呎。珏堡於2012年10月開售，平均呎價1.8萬元，買家當中8成為用家，2成屬投資客，內地客僅佔1成。

## 天台無欄問題
有線電視於2013年5月4日播出的節目樓盤傳真發現，其中最頂兩層7至8樓複式單位，在售樓時更包括天台。不過現樓由頂層單位天台，是要用棍拉下室內維修梯，再打開上面的「天窗」爬上去，而天台四周並無圍欄，根本不能使用。除非得到屋宇署批准，若業主想自行加設圍欄，便屬僭建。按該節目展示的D座7至8樓連天台複式單位為例，售價為2,931萬元，比5至6樓複式單位的2,869萬元售價僅高2％（即62萬元）。
有報章翻查屋宇署的建築圖則，清楚顯示該天台並沒有圍欄，更寫明屬於不能進入的天台，只作維修用途才能進去。然而，買賣合約內的圖則沒有列出該要求，更寫明業主有權使用和享受單位連天台。而網上上載的售樓說明書中的天台圖則，並沒有顯示天台有否圍欄，以及是否可任人進入。
建築師學會前會長林雲峰表示，估計長實興建珏堡時，受分區計劃大綱圖高度限制而「起到盡」，唯有不在天台興建圍欄。他指出，法例列明讓人進入的天台，必須興建一定高度的圍欄，否則屬違法。根據《建築物（建造）規例》第8條，可到達的屋頂必須有1.1米防護欄障，最低的150毫米須為實心，除非通往屋頂的通道只作保養工程所用。
律師黃國桐表示，雖然買賣合約將天台作為「其他面積」，但發展商不可能「送」天台，一定已計算入樓價當中，然而買入的天台既沒有與其他單位的天台分隔，甚至連圍欄也沒有，除了擺放雜物外，根本不能使用。
湯家驊指出，長實向屋宇署申請建築圖則時指天台屬不能進入，卻將出入口設在住宅單位內，並在買賣合約寫明可使用及享受該天台，等同誤導買家，倘若於一手樓銷售新法例實施後出現這情況，便屬違例。根據一手樓銷售法例，一些只有賣方知悉，但公眾不知悉的資料，而又對買家享用住宅物業造成重大影響，便必須向買家列明。

## 事件
2012年9月26日，逾百工人於物業對開的義德道拉開橫額阻欄交通，試圖追討3至9個月的欠薪。